# ダリア・ハルプリン
ダリア・ハルプリン（Daria Halprin、1948年12月30日 - ）は、アメリカ合衆国の女優。カルフォルニア州サンフランシスコ出身。
デニス・ホッパーは元夫。娘は女優のルサンナ・ホッパー。

## 出演作品
- 愛と死のエルサレム
- 砂丘